# Chiara Perfetti
Chiara Perfetti (Roma, 2 giugno 1979) è un'ex cestista italiana, playmaker di 170 cm.

## Carriera
In Serie A1 ha vestito le maglie di Reggio Emilia, Ribera e Viterbo.

## Statistiche
Dati aggiornati al 30 giugno 2010.
| Stagione        | Squadra                 | Competizione | Partite | Partite | Partite | Statistiche tiro | Statistiche tiro | Statistiche tiro | Altre statistiche | Altre statistiche | Altre statistiche | Altre statistiche | Altre statistiche |
| Stagione        | Squadra                 | Competizione | Pres.   | Titol.  | Minuti  | Tiri da 2        | Tiri da 3        | Liberi           | Rimb.             | Assist            | Rubate            | Stopp.            | Punti             |
| --------------- | ----------------------- | ------------ | ------- | ------- | ------- | ---------------- | ---------------- | ---------------- | ----------------- | ----------------- | ----------------- | ----------------- | ----------------- |
| 2003-2004       | Memar Reggio Emilia     | Serie A1     | 29      |         | 824     | 32/86            | 47/154           | 24/32            | 63                | 10                | 35                | 0                 | 235               |
| 2004-2005       | Banco di Sicilia Ribera | Serie A1     | 30      |         | 648     | 32/68            | 18/67            | 21/30            | 60                | 15                | 48                | 0                 | 141               |
| 2005-2006       | Banco di Sicilia Ribera | Serie A1     | 32      | 8       | 657     | 41/84            | 37/100           | 21/30            | 75                | 27                | 29                | 0                 | 214               |
| 2006-2007       | Virtus Viterbo          | Serie A1     | 28      | 15      | 594     | 28/77            | 14/64            | 16/22            | 61                | 13                | 25                | 0                 | 114               |
| 2007-2008       | Banco di Sicilia Ribera | Serie A1     | 29      | 27      | 659     | 19/62            | 21/59            | 26/30            | 46                | 23                | 37                | 1                 | 127               |
| 2008-2009       | Banco di Sicilia Ribera | Serie A1     | 26      | 8       | 434     | 18/38            | 16/54            | 13/16            | 31                | 9                 | 25                | 0                 | 97                |
| 2009-2010       | Passalacqua Ragusa      | Serie A2     | 23      | 18      | 650     | 35/87            | 30/81            | 26/34            | 66                | 9                 | 34                | 0                 | 191               |
| Totale carriera |                         |              |         |         |         |                  |                  |                  |                   |                   |                   |                   |                   |